# Meistriliiga (Eishockey) 2005/06
Die Saison 2005/06 war die 16. Spielzeit der estnischen Eishockeyliga, der höchsten estnischen Eishockeyspielklasse. Meister wurde der HK Stars Tallinn.

## Modus
In der Hauptrunde absolvierten die fünf Mannschaften jeweils 16 Spiele. Die vier bestplatzierten Mannschaften qualifizierten sich für die Playoffs, in denen der Meister ausgespielt wurde. Für einen Sieg nach regulärer Spielzeit erhielt jede Mannschaft drei Punkte, für einen Sieg nach Overtime zwei Punkte, bei einem Unentschieden und einer Niederlage nach Overtime gab es ein Punkt und bei einer Niederlage nach regulärer Spielzeit null Punkte.

## Hauptrunde
|    | Klub                      | Sp | S  | OTS | U | OTN | N  | Tore   | Punkte |
| -- | ------------------------- | -- | -- | --- | - | --- | -- | ------ | ------ |
| 1. | Tartu Välk 494            | 16 | 11 | 0   | 0 | 0   | 5  | 91:49  | 33     |
| 2. | HK Stars Tallinn          | 16 | 11 | 0   | 0 | 0   | 5  | 92:57  | 33     |
| 3. | HC Panter Tallinn         | 16 | 10 | 0   | 0 | 1   | 5  | 84:48  | 31     |
| 4. | Narva PSK                 | 16 | 7  | 1   | 0 | 0   | 8  | 75:79  | 23     |
| 5. | Kohtla-Järve Viru Sputnik | 16 | 0  | 0   | 0 | 0   | 16 | 21:130 | 0      |

Sp = Spiele, S = Siege, U = unentschieden, N = Niederlagen, OTS = Overtime-Siege, OTN = Overtime-Niederlage

## Playoffs

### Halbfinale
- Tartu Välk 494 – Narva PSK 2:0 (11:2, 9:1)
- HK Stars Tallinn – HC Panter Tallinn  2:0 (6:3, 8:3)

### Spiel um Platz 3
- Tallinn HC Panter Purikad – Narva PSK 2:0 (6:0, 4:2)

### Finale
- Tartu Välk 494 – HK Stars Tallinn 0:3 (2:6, 5:6, 1:6)